# Storie Blu Special
Storie blu Special è stata una testata antologica a fumetti di genere horror fantascientifico ed erotico edita dalla Ediperiodici dal 1983 al 1990 per un totale di 42 albi.
Ha avuto testate "gemelle" come Storie Viola, Storie Blu

## Elenco albi[1]
1. La Grotta Dei Totem (Lorenzo Lepori)
2. Collezione Erotica (Dino Simeoni)
3. Il Signore Delle Folgori (Xavier Musquera)
4. La Macchina Del Castigo Perpetuo (Francesco Blanc)
5. Potere Segreto (Francesco Blanc)
6. Il Diabolico Servitore (Lorenzo Lepori)
7. Il Prezzo Della Bellezza (Francesco Blanc)
8. Il Viandante Dei Cieli (Lorenzo Lepori)
9. Lo Specchio Delle Atrocita (Dino Simeoni)
10. Il Ghigno Di Sangue (Roberto Revello/Luciano Milano)
11. Psico-Killer (Alberto Castiglioni)
12. L'astronave Dei Mille Tormenti (Alberto Castiglioni)
13. Faida Spaziale (Francesco Blanc/Saverio Micheloni)
14. La Fabbrica Di Emozioni (Francesco Blanc)
15. La Perversa (Francesco Blanc)
16. Trappola Per Un Alieno (Alberto Castiglioni)
17. Legge E Ordine (Francesco Blanc)
18. L'orrore Segreto (Augusto Chizzoli)
19. La Morte Di Sabbia (Saverio Micheloni)
20. Torturificio (Augusto Chizzoli)
21. Il Sicario Di Satana (Francesco Blanc)
22. Nozze Interplanetarie  (Augusto Chizzoli)
23. Mostri! (Studio Giolitti)
24. L’osservatore Segreto  (Dino Simeoni)
25. I Massacratori (Saverio Micheloni)
26. Vittime Dell’ignoto (Lorenzo Lepori)
27. L’astronave Sepolta (Augusto Chizzoli/Luciano Milano)
28. Psicomostri (Augusto Chizzoli/Luigi Merati)
29. L’ultimapreda (Luigi Merati)
30. Shock Elettronico (Roberto Revello/Luciano Milano)
31. Il Ricatto Di Sangue (Pier Carlo Macchi)
32. Le Educande (Lorenzo Lepori)
33. L’orrore È Al Telefono (Augusto Chizzoli)
34. Il Ricordo Che Uccide (Pier Carlo Macchi)
35. Il Fuoco Nella Carne (Lorenzo Lepori)
36. Il Profumo Dell’odio (Vladimiro Missaglia)
37. Cyborg (Studio Montanari)
38. Medicina Spaziale (Pier Carlo Macchi)
39. Bestie Umane (Augusto Chizzoli)
40. Senza Scampo  (Dino Simeoni)
41. Lotta Segreta
42. Anatomia Aliena (Angelo Todaro)

Copertine:
- Primo Marcarini (1/3)
- Mario Carìa (4/7,9,10,34)
- Piero Del Prete (12/20,22/27,29/33,35)
- Aldo Ripamonti (28)
- Aller (36/42)